# Callisphyris crassus
Callisphyris crassus är en skalbaggsart som beskrevs av Barriga och Peña 1994. Callisphyris crassus ingår i släktet Callisphyris och familjen långhorningar. Inga underarter finns listade.